# Rosalinda Contreras Theurel
Rosalinda Contreras Theurel (Xalapa, Veracruz, 17 de diciembre de 1946) es una química mexicana especialista en la química del boro. Sus investigaciones giran en torno a la química de compuestos heterocíclicos, química de compuestos orgánicos del grupo principal, estereoquímica, química de coordinados de interacciones débiles y Resonancia Magnética Nuclear. Se desempeñó como Directora del Centro de Investigación y de Estudios Avanzados (Cinvestav - México) de 2002 a 2006.

## Trayectoria
Estudió la Licenciatura en Química Biológica y Licenciatura en Química Industrial en la Escuela de Química de la Universidad de Puebla, México en 1966. De 1967 a 1970 fue asistente de investigación en los Laboratorios de Investigación de Síntesis en la Ciudad de México.
En 1973 obtuvo el Diplome d’études approfondies (Química Estructural) (1971) y PhD en Química (con honores), Paul Sabatier University, Toulouse France.
Es docente en el Departamento de Química del Centro de Investigación y de Estudios Avanzados (Cinvestav). De 1981 a 1989 fue presidenta del mismo departamento, en 1995 la nombraron decana académica del Cinvestav y en 2003 profesora emérita del Departamento de Química.
De 2002 a 2003 fue presidenta del Cinvestav.
Fue profesora visitante en las siguientes universidades: Paul Sabatier en Tolouse Francia; Purdue en Indiana, Estados Unidos de América y en Munich, Alemania.

## Premios
- Obtuvo el National Award of Exact Sciences from the Mexican Academy of Science (1986).
- Award as Distinguished Boron Chemistry Scientist from the Boron Americas Worshop (2004)

## Temas de Investigación
- Química heterocíclica de elementos del grupo principal.[2]
- Síntesis asimétrica de compuestos con actividad biológica a partir de substancias orgánicas y elementos como boro, fósforo, estaño, silicio, selenio, antimonio, aluminio.[2]
- Estereoquímica estática y dinámica de elementos diferentes del carbono y en persos números de coordinación como la penta- y hexacoordinación.[2]
- Estudio de la coordinación entre bases y ácidos de Lewis, especialmente entre hidruros o haluros, protones o átomos metálicos en solución por resonancia magnética nuclear de 1 H, 13 C, y otros núcleos como 11B, 31P, 19F, 77Se, 199Hg, 119Sn, 29Si, 113Cd, 23Na, 15N, 7Li etc y en el estado sólido por difracción de rayos-x y por modelado molecular.[2]

## Controversias
Durante su gestión como directora del Cinvestav se le presentaron denuncias por hostigamiento laboral, precariedad del empleo, y despidos injustificados.

## Publicaciones
Cuenta con 190 artículos de investigación y 25 papeles de divulgación. A continuación se listan algunos de sus artículos más importantes:
- Triangulo-N3-sulfido-trinickel(II) cone-shaped clusters and anion traps: structural characterization. H. López-Sandoval, A. Richaud, R. Contreras, G. Jeffery-Leigh, P. B. Hitchcock, A. Flores-Parra, J.C. Gálvez-Ruíz, A. Cruz, H. Nöth, N. Barba-Behrens. Polyhedron. 23, 1837-1843 (2004). [2]
- 2-(1,3,5-Dithiazinan-5-yl)ethanol heterocycles, structure and reactivity. J. C. Galvez-Ruiz, J. Jaen-Gaspar, I. Castellanos-Arzola, R. Contreras, A. Flores-Parra. Heterocycles. 63, 2269-2285 (2004).[2]
- Dithiocarbamates, thiocarbonic-esters, dithiocarbonimidates, guanidines, thioureas, isothioureas and tetraazathiapentalene derived from 2-amino benzothiazole. F. Téllez, A. Cruz, H. López-Sandoval, I. Ramos-García, M. Gayosso, R. Castillo-Sierra, B. Paz-Michel, H. Nöth, A. Flores-Parra, R. Contreras. Eur. J. Org. Chem., 4203-4214 (2004).[2]
- Phosphorus heterocycles from 2-(2-aminophenyl)-1-H-benzimidazole. J. Hernández-Díaz, A. Flores-Parra, R. Contreras. Heteroatom Chem., 15(4), 321-332 (2004).[2]
- Phosphorus heterocycles from 2-(2-hidroxyphenyl)-1H-benzimidazole. J. Hernández-Díaz, A. Flores-Parra, R. Contreras. Heteroatom. Chem. 15(4), 307-320 (2004).[2]
- Cobalt (II) and zinc (II) compounds with unsaturated ligands derived from 2-aminobenzothiazole. F. Téllez, A. Flores-Parra, N. Barba-Behrens, R. Contreras. Polyhedron. 23, 2481-2489 (2004).[2]
- Synthesis and structural studies of N-(p-toluenesulfonyl)-amino acid 3,5-di-tert-butyl-2-phenolamides. M. Tlahuextl, L. Aguilar-Castro, C. Camacho-Camacho, R. Contreras, A.R. Tapia-Benavides. Heteroatom Chem. 15(2), 114-120 (2004).[2]
- A combined experimental and theoretical study of metallic salts of thiapentadienyl, sulfinylpentadienyl and butadienesulfonyl. P. Gamero-Melo, M. Villanueva-García, J. Robles, R. Contreras, M. A. Paz-Sandoval. J. Organometallic Chem. 690, 1379-1395 (2005).[2]
- New 3,3’[2, 2’-oxy-bis-(oxazaborolidine)]-ethylenes. Structural studies by NMR, x-ray, and quantum chemistry methods. M. Tlahuextl, A.R. Tapia-Benavides, A. Flores-Parra, R. Contreras, E.M. Cruz. Heteroatom Chem. 16(6).[2]